# Канада на зимних Олимпийских играх 1998
Канада принимала участие в зимних Олимпийских играх 1998, и заняла 4-е место в общекомандном зачёте.

## Медалисты
| Медаль  | Спортсмен | Вид спорта         | Дисциплина                 |
| ------- | --- | ------------------ | -------------------------- |
| Золото  | Пьер Людерс Дэвид Макикерн | Бобслей            | Мужчины, двойки            |
| Золото  | Сандра Шмирлер Джен Беткер Джоан Маккаскер Марсия Гудерайт Атина Форд | Кёрлинг            | Женщины                    |
| Золото  | Энни Перро | Шорт-трек          | Женщины, 500 м             |
| Золото  | Эрик Бедар Деррик Кэмпбелл Франсуа Дроле Марк Ганьон | Шорт-трек          | Мужчины, эстафета 5000 м   |
| Золото  | Росс Ребальяти | Сноуборд           | Мужчины, гигантский слалом |
| Золото  | Катриона Лемэй-Доан | Конькобежный спорт | Женщины, 500 м             |
| Серебро | Майк Харрис Ричард Харт Коллин Митчелл Джордж Кэррис Пол Сэвидж | Кёрлинг            | Мужчины                    |
| Серебро | Элвис Стойко | Фигурное катание   | (Мужчины)                  |
| Серебро | Лэсли Рэддон Манон Реом Тереза Бриссон Кэйси Кэмпбел Джуди Дидак Джеральдин Хеани Бекки Кэллар Фиона Смит Дженнифер Боттерил Нэнси Дролет Лори Дюпуи Дэниэль Гойетт Джейна Хеффорд Кэти МакКормак Кэрен Нистром Лаура Шулер Френс Сент-Луис Вики Сунохара Хэйли Викенхейзер Стэйси Уилсон | Хоккей             | Женщины                    |
| Серебро | Джереми Уотерспун | Конькобежный спорт | Мужчины, 500 м             |
| Серебро | Сьюзан Ош | Конькобежный спорт | Женщины, 500 м             |
| Бронза  | Эрик Бедар | Шорт-трек          | Мужчины, 1000 м            |
| Бронза  | Изабель Шаре Энни Перро Кристин Будриа Таня Висент | Шорт-трек          | Женщины, эстафета 3000 м   |
| Бронза  | Катриона Лемэй-Доан | Конькобежный спорт | Женщины, 1000 м            |
| Бронза  | Кевин Оверланд | Конькобежный спорт | Мужчины, 500 м             |